# Kustnaaldkreeftje
Het kustnaaldkreeftje (Sinelobus vanhaareni) is een naaldkreeftjessoort uit de familie van de Tanaididae. De wetenschappelijke naam van de soort werd in 2014 voor het eerst geldig gepubliceerd door Roger N. Bamber, die deze soort noemde naar de ontdekker van de soort in Nederland, Ton van Haaren.

## Ontdekking
De soort werd voor het eerst gevonden in 2006. In eerste instantie dacht men dat het om het exotische, maar al bekende Stanfords naaldkreeftje (S. stanfordi) ging. Na nader morfologisch onderzoek ontdekte men echter dat het om een nieuwe soort betrof.

## Beschrijving
Volwassen exemplaren van het kustnaaldkreeftje zijn 4 à 7 mm groot. Zoals andere naaldkreeftjes bestaat het kustnaaldkreeftje uit een kopborststuk (cephalothorax) met een schild (carapax), een paar scharen (chelipoden), ogen en twee paar antennes, en uit een achterlijf (abdomen) bestaande uit zes segmenten met kleine pootjes (pereopoden) en een staart (pleon).

## Verspreiding
Het oorsprongsgebied van deze soort is tot op heden (2022) onbekend. De soort werd aanvankelijk alleen aangetroffen in kustwateren zoals het Noordzeekanaal, de Nieuwe Waterweg alsmede in de haven van Antwerpen. Enkele jaren later dook de soort ook op in de haven van Harlingen, een tweetal Duitse Noordzeehavenplaatsen (Emden, Brunsbüttel) en zelfs een klein haventje ver bovenstrooms in de Duitse Rijn (Speyer). Verwacht wordt dat deze soort zich zal uitbreiden in noordelijke (Denemarken, Zweden) en oostelijke richting (Baltische zee).